# Château de Chitenay
Le château de Chitenay est un château situé sur la commune de Chitenay dans le département de Loir-et-Cher.

## Historique
Le château est reconstruit au milieu du XVIIIe siècle par Guy Guillaume Mahy (1707-1771), baron de Cormeré, receveur général des domaines et bois de la généralité d'Orléans à Blois, comté de Blois et duché de Vendôme. Il est le père du marquis de Favras, de Guillaume-François de Mahy et de Charles-Louis Mahy de Chitenay, agent du roi en Inde et interprète des langues orientales dans le Bengale (dont la fille épousera Marie-Antoine Carême).
Le monument fait l’objet d’une inscription au titre des monuments historiques depuis le 13 septembre 1960.